# Ali Ahamada
Pour les articles homonymes, voir Ahamada.
Ali Ahamada, né le 19 août 1991 à Martigues, est un footballeur international comorien qui évolue au poste de gardien de but à l'Azam FC.

## Carrière
Ahamada commence le football à Martigues et déclare que c'est au cours d'un tournoi avec ce club chez les minimes qu'il remplace le gardien absent avant de ne plus quitter les buts. Il intègre le centre de formation du Toulouse FC en 2009, où il est remplaçant de Marc Vidal en CFA 2. Il fait ses débuts en Ligue 1 le 20 février 2011 à Rennes en entrant à la 87e minute de jeu, pour remplacer Vidal blessé en cours de match, Yohann Pelé et Matthieu Valverde étant déjà forfait pour ce match.
Alain Casanova le titularise pour la première fois lors de la 27e journée de Ligue 1 le 12 mars 2011.
Il s'impose alors rapidement au club et devient le remplaçant de Matthieu Valverde dans les buts toulousains, au détriment de Marc Vidal, et la suite de la convalescence de Yohann Pelé.
À la suite des mauvaises prestations de Matthieu Valverde dans les cages toulousaines, Alain Casanova décide de le titulariser face à Caen le 24 avril 2011. Il gardera le statut de numéro 1 tout le reste de la saison.
Au début de la saison 2011-2012, malgré l'arrivée de Rémy Riou dans l'effectif toulousain, Ali Ahamada reste aux yeux de Alain Casanova le titulaire dans la hiérarchie des gardiens, devant Rémy Riou et Marc Vidal, en attendant l'éventuel retour de Yohann Pelé. Il se met en valeur dès le début du championnat en étant le seul gardien invaincu du championnat après deux journées. Il encaisse le premier but de sa saison à Nice, le lendemain de son vingtième anniversaire, mais il arrête également un pénalty de Éric Mouloungui dans ce match.
Ali Ahamada est appelé en septembre 2011 par Erick Mombaerts chez les espoirs.
Le 22 septembre 2012, lors de la réception du Stade rennais, il égalise à la 94e minute d'une tête en arrière, et permet à son club de faire match nul, 2-2. Avec Grégory Wimbée, en 1996, ils sont les seuls gardiens de but à avoir inscrit un but dans le jeu, en Ligue 1. Le gardien Jean-Claude Hernandez en 1962, avait lui aussi marqué un but dans le jeu, mais il terminait le match exceptionnellement au poste d'attaquant après une blessure au bras.
Le 21 janvier 2014, lors du mercato d'hiver, le Toulouse FC recrute Zacharie Boucher qui lui prend la place de titulaire, mais ce dernier ne donne pas pleinement satisfaction et Ahamada retrouve cette place à partir de la 13e journée de la saison 2014-2015. Après des performances mitigées, Boucher lui repasse devant dans la hiérarchie lors de la 27e journée mais l'arrivée de Dominique Arribagé au poste d'entraineur lui ouvre de nouveau la porte du onze de départ qu'il ne quittera plus entre la 30e et la dernière journée. Pour la saison 2015-2016, le TFC se sépare de Boucher mais recrute Mauro Goicoechea pour le concurrencer.
Le dimanche 11 janvier 2015, le journal L'Équipe publie un article selon lequel il n'a pas porté le t-shirt 'Je suis Charlie' durant l'échauffement du match contre l'Olympique lyonnais. Olivier Sadran écrit quelques jours plus tard un communiqué selon lequel cette information est fausse et qu'il "serait donc de bon ton que les journalistes de L'Équipe vérifient de façon crédible leur source",.
Le 28 octobre 2015, lors du seizième de finale de la Coupe de la Ligue, Toulouse et l'AJ Auxerre (3-3) doivent se départager aux tirs au but, il s'agit alors de la première séance pour Ali Ahamada chez les pros. Le TFC se qualifiera pour les huitièmes de finale après trois arrêts de sa part pendant la séance. Après avoir été annoncé partant courant décembre, il rejoint définitivement la Turquie et Kayserispor le 26 janvier 2016 après avoir gardé une dernière fois les cages en quart de finale de Coupe de la Ligue pour une victoire 2 à 1 face à Marseille.
Après longtemps avoir hésité entre l'équipe de France et celle des Comores, il opte finalement pour le pays de ses parents en mars 2016, et le gardien est retenu pour la première fois par le sélectionneur des Comores, Amir Abdou pour disputer les éliminatoires de la CAN 2017. Ali Ahamada fête sa première sélection le 24 mars 2016 contre le Botswana.
Le 10 mars 2019, plus d'un an après avoir joué son dernier match professionnel, il annonce sur son compte Instagram avoir signé un contrat avec le club de deuxième division norvégienne, Kongsvinger IL.
En juin 2020, il s'engage avec le club norvégien du SK Brann. Il quitte ce club en janvier 2021.

## Statistiques
| Saison                | Club                  | Championnat           | Championnat | Championnat | Coupe nationale | Coupe nationale | Coupe de la Ligue | Coupe de la Ligue | Compétition(s) continentale(s) | Compétition(s) continentale(s) | Compétition(s) continentale(s) | Total | Total |
| Saison                | Club                  | Division              | M.          | B.          | M.              | B.              | M.                | B.                | Comp.                          | M.                             | B.                             | M.    | B.    |
| 2010-2011             | Toulouse FC           | Ligue 1               | 9           | 0           | -               | -               | -                 | -                 | -                              | -                              | -                              | 9     | 0     |
| 2011-2012             | Toulouse FC           | Ligue 1               | 38          | 0           | 1               | 0               | -                 | -                 | -                              | -                              | -                              | 39    | 0     |
| 2012-2013             | Toulouse FC           | Ligue 1               | 36          | 1           | 1               | 0               | -                 | -                 | -                              | -                              | -                              | 37    | 1     |
| 2013-2014             | Toulouse FC           | Ligue 1               | 21          | 0           | 2               | 0               | -                 | -                 | -                              | -                              | -                              | 23    | 0     |
| 2014-2015             | Toulouse FC           | Ligue 1               | 23          | 0           | 1               | 0               | -                 | -                 | -                              | -                              | -                              | 24    | 0     |
| 2015-2016             | Toulouse FC           | Ligue 1               | 6           | 0           | -               | -               | 3                 | 0                 | -                              | -                              | -                              | 9     | 0     |
| Sous-total            | Sous-total            | Sous-total            | 133         | 1           | 5               | 0               | 3                 | 0                 | -                              | -                              | -                              | 141   | 1     |
| 2016                  | Kayserispor Kulübü    | Süper Lig             | 13          | 0           | -               | -               | -                 | -                 | -                              | -                              | -                              | 13    | 0     |
| 2016-2017             | Kayserispor Kulübü    | Süper Lig             | 18          | 0           | 5               | 0               | -                 | -                 | -                              | -                              | -                              | 23    | 0     |
| Sous-total            | Sous-total            | Sous-total            | 31          | 0           | 5               | 0               | -                 | -                 | -                              | -                              | -                              | 36    | 0     |
| 2019                  | Kongsvinger IL        | 1. divisjon           | 29          | 0           | 2               | 0               | -                 | -                 | -                              | -                              | -                              | 31    | 0     |
| Sous-total            | Sous-total            | Sous-total            | 29          | 0           | 2               | 0               | -                 | -                 | -                              | -                              | -                              | 31    | 0     |
| 2020                  | SK Brann              | Eliteserien           | 10          | 0           | -               | -               | -                 | -                 | -                              | -                              | -                              | 10    | 0     |
| Sous-total            | Sous-total            | Sous-total            | 10          | 0           | 0               | 0               | -                 | -                 | -                              | -                              | -                              | 10    | 0     |
| 2022                  | UE Santa Coloma       | Primera Divisió       | 7           | 0           | -               | -               | -                 | -                 | -                              | -                              | -                              | 7     | 0     |
| Sous-total            | Sous-total            | Sous-total            | 7           | 0           | 0               | 0               | -                 | -                 | -                              | -                              | -                              | 7     | 0     |
| Total sur la carrière | Total sur la carrière | Total sur la carrière | 210         | 1           | 12              | 0               | 3                 | 0                 | -                              | -                              | -                              | 225   | 1     |